# Cardiophorus sbeitlensis
Cardiophorus sbeitlensis is een keversoort uit de familie kniptorren (Elateridae). De wetenschappelijke naam van de soort is voor het eerst geldig gepubliceerd in 1905 door Buysson.